# 福永マリカ
福永 マリカ（ふくなが マリカ、1992年1月4日 - ）は、日本の女優、脚本家、ミュージシャン、ファッションモデルである。
スターダストプロモーションに2015年3月まで所属していた。2年のフリー期間を経て2017年5月よりギフトに所属。2018年2月より再びフリー。現在は（株）スペースノイドカンパニー所属。

## 略歴
オーディション雑誌に応募した事をキッカケに、芸能界デビューする。2003年に「お台場冒険王2003」のイメージキャラクター「Snappeas」のメンバーとして活躍。当初は、本名の「福永 真梨佳」としていた。
2005年、ティーン誌『Hana*chu→』4月号で、新モデルとして登場。以後、専属モデルを務める。
2007年9月、「ベジフルビューティーセルフアドバイザー」の資格を最年少で取得する。
2008年、BS-i（現：BS-TBS）の丹羽多聞アンドリウプロデューサーに、ブログでの文章力を買われ、『東京少女 岡本杏理』の1篇「家出のススメ。」で、16歳にして脚本家デビューを果たす。同年、若松孝二監督の演出により、BS-iの『東京少女 福永マリカ』の4篇に脚本・主演する。
2010年、神奈川県の高校を卒業。同年、明治大学文学部文学科に入学。専攻は文芸メディア。
2012年、ガールズバンド「新・チロリン」のギタリストとして音楽活動も開始した（新・チロリンでの活動内容は「新・チロリン」へ）。
2015年3月末でデビュー以来12年間所属したスターダストプロモーションを離籍。
2015年7月に参加したイベント「逢沢（あなたに逢いたくて下北沢）」でウクレレ演奏を初披露。その後、朝劇下北沢アフターJOYや演宴会アフターイベント、自主企画「とびだせ！福永マリンパーク」などで度々演奏している。
2017年5月～2018年1月ギフトに所属。
フリーを経て、現在（株）スペースノイドカンパニーに所属。
2018年2月より朝劇下北沢主宰を後任する。

## 人物
好きなアーティストはハンバート ハンバート。
好物は豆（特にヒヨコマメ）。
2015年9月に参加したウェブ番組「メリハリキッチン」内で、「ガルバンゾで頑張るぞ」という曲を即興で歌った。

## 出演

### 映画
- 深紅（2005年9月27日）
- 東京少女（2008年2月23日）宮田あき子 役
- 花のあすか組 NEO!（2009年4月25日）新堂さくら 役
- 呪怨 白い老女（2009年6月27日）金原由佳 役
- 月と嘘と殺人（2010年2月27日）篠原ミズキ役
- 女たちの都〜ワッゲンオッゲン〜（2012年12月29日）金子千里 役
- 真・兎 野性の闘牌（2013年7月6日）ジャッカル / 久坂明 役
- ドッジボールの真理 CODE01伝説のレッドブルマー（2016年4月23日）主演・結城真理 役
- 侵略する発狂（2016年12月17日）主演・ミサト 役
- スカブロ（2017年6月3日）美咲 役
- 不感症になっていくこれからの僕らについて（2017年11月12日）玲 役
- 漫画誕生（2019年11月30日）二葉 役
- 今はちょっと、ついてないだけ（2022年4月8日）
- そんな思い出(2024年11月16日)光役

### テレビドラマ
- 新春深夜SP「愚痴2〜ママのお正月」（2004年1月、フジテレビ）
- 恋する日曜日第3シリーズ 第11話「15才」（2007年、BS-i）主演・谷垣千尋 役
- 先生道「〜大霊界先生 俺もタンバだ〜」（2007年、BS-i）
- ザ・休み時間（2008年、ディズニー・チャンネル）数世 役
- 東京少女 福永マリカ（2008年12月、BS-i）主演
- 大河ドラマ 龍馬伝 第29話 - 第44話（2010年7月18日 - 10月31日、NHK）タネ 役
- くろねこルーシー 第10話（2012年、UHF）吉村恵美 役
- あぽやん〜走る国際空港 第8話（2013年3月7日、TBS）
- リバースエッジ 大川端探偵社 第6話（2014年5月24日、テレビ東京）ミドリ 役

### バラエティ
- harajukuロンチャーズ（2002年12月 - 2003年3月、BS朝日）
- ワンナイR&R もんじゃろ学園物語（2005年11月 - 2006年12月、フジテレビ）

### その他のテレビ番組
- 使える!伝わる にほんご（2014年、NHK Eテレ）

### オリジナルビデオ
- ヒトコワ2 -ほんとに怖いのは人間-（2013年11月8日）

### 舞台
- 博品館子供ミュージカル「リトル★スターズ」（2002年8月）
- ヒロセプロジェクト「優しい魔法のとなえ方2011」（2011年11月3日 - 6日、ラゾーナ川崎プラザソル）氷室ナナ 役
- 劇団ゲキハロ特別公演℃-ute主演「さくらの花束 生徒会室「桜色に頬染めて」」（2013年3月14日 - 24日、シアターグリーン）藤宮光 役[10]
- SECOND・N PRODUCE「愛しの★ギョレンジャー」（2013年6月4日 - 9日、下北沢Geki地下Liberty）
- ROUTE30第4回公演「るるる♪」（2013年9月11日 - 15日、笹塚ファクトリー）[11]みどり 役
- WHO IS SUNDAY GIRL（2013年11月6日 - 10日、千本桜ホール）
- 月刊「根本宗子」第9号「夢も希望もなく。」（2014年1月10日 - 19日、下北沢駅前劇場）[12]主人公・阿部ちひろ（若） 役
- 劇団コラソン第29回公演「泣いた赤鬼〜相棒エピソード2〜」（2014年2月21日 - 24日、タイニイアリス）[13]
- フロアトポロジー〜FlooR〜第4回公演「パラ・オルト・メタ・シティ」（2014年12月26日 - 29日、d-倉庫）[14]富永亜希子 役
- フロアトポロジー〜FlooR〜第5回公演「桜の餌〜缶詰編〜」（2015年4月10日 - 15日、新宿眼科画廊）[15]サクラ 役
- フロアトポロジー〜FlooR〜第6回公演「桜の餌〜レトルト編〜」（2015年4月10日 - 15日、新宿眼科画廊）[16]サクラ 役
- BS-TBS×朝劇 朝劇代官山「リブ・リブ・リブ」（2015年4月23日 - 24日、IVY PLACE）妹・マリカ 役
- 演宴会×フロアトポロジー「エバーランド」
  - 〜序章〜（2015年6月24日、新大久保ホボホボ）村上あかり 役
  - 〜第1話〜
    - （2015年7月1日・8日・15日、新大久保ホボホボ）村上あかり 役
    - （2015年7月22日・29日、新大久保ホボホボ）尾花ツキコ 役

  - 〜第2話〜（2015年8月12日・19日・9月9日・23日、新大久保ホボホボ）村上あかり 役
  - 〜第4話〜（2015年11月11日・18日、新大久保ホボホボ）村上灯 役
  - 〜第5話〜（2015年12月2日・9日・16日・23日、新大久保ホボホボ）村上灯 役
  - 〜第6話〜（2016年1月27日・2月3日・10日、新大久保ホボホボ）村上灯 役
  - 〜第7話〜（2016年3月9日・16日・23日・30日、新大久保ホボホボ）村上灯 役
- 朝劇 朝劇下北沢
  - 「下北LOVER」（2015年8月2日・9月13日・10月25日、カフェVIZZ）福永マリカ 役（10月25日以外はアフターJOYも担当）
  - アフターJOYのみの登場（2015年5月2日・10日・8月1日）
  - 「リブ・リブ・リブ」（2016年2月9日 - 8月3日、esCafe/Dining 下北沢店）妹・マリカ 役（月2回程度、全12公演）
  - 「朝が起きたら」（2016年8月28日、カフェVIZZ）ゲスト・モニカ 役
  - 「朝一人」（2016年10月15日 - 23日、カフェVIZZ）「魔女っ子マリリ」マリリ 役（福永マリカ 役）
  - 「下北LOVER」（2016年10月21日 - 2017年8月31日、CONA下北沢店）妹・マリカ 役（月1-2回程度、全16公演）
  - 「リブ・リブ・リブ」限定シャッフル公演（2017年9月27日・10月18日、CONA下北沢店）店長役
  - 朝劇下北沢プロデュース「夜に生きて、」（2017年11月18日・19日・12月9日・10日・16日、カフェVIZZ）秋月真悠役
  - 「いつものいつか」（2018年8月18日、カフェVIZZ）ゲスト・福永マリカ 役
- 月刊「根本宗子」再び第7号「今、出来る、精一杯。」（2015年10月23日 - 30日、テアトルBONBON）久須美杏 役
- めのん!番外公演「（夢で逢えたら）」（2016年1月21日・23日 - 24日、Reading Cafe ピカイチ）「夢で逢えたら〜せい〜」蒲池法子（松田聖子） 役
- 世界彩人festival〜いろどりんちゅ〜（2016年2月14日、三軒茶屋KeikoBa P）（二人芝居）朝劇下北沢「リブ・リブ・リブ」スピンオフ作品『それぞれの一歩』栞 役
- 東葛スポーツ第15回公演「金町○屋書店」（2016年3月25日 - 28日、SOBO）[17]マリカ 役
- 朝劇広島「朝が起きたら」（2016年4月9日 - 10日、十日市アパート）福永マリカ 役
- 鵺的第十回公演「悪魔を汚せ」（2016年5月18日 - 24日、下北沢駅前劇場）[18]美樹本佐季 役
- 「鵺が、」 vol.1〜ほころぶ　福永マリカ×奥野亮子リーディング「あなたとなにを語りあったか、わたしはもう忘れてしまった」（2016年8月29日、風知空知 下北沢）間室絹 役
- プロペラ犬第七回公演「珍渦虫」（2016年10月27日 - 11月8日、下北沢ザ・スズナリ)[19]うずみ 役/桐生の母 役
- 鵺的トライアルvol.1「フォトジェニック」（2017年1月10日 - 15日、SPACE梟門）下條久須美の妹 役
- 千代將太プロデュース公演「推定恋愛＋」（2017年2月22日 - 26日、天現寺スクエア）マミ 役
- Superendroller「monster&moonstar」（2017年3月24日 - 28日、VACANT）優 役
- 「鵺が、」 vol.2〜さえずる　鵺的・奥野亮子企画「あなたとなにを語りあったか、わたしはもう忘れてしまった」（2017年5月26日 - 27日、nakano f）間室絹 役
- 鵺的第十一回公演「奇想の前提」（2017年7月21日 - 30日、テアトルBONBON）菰田燦子 役[20]
- 日替わり二人芝居「関口と〇〇の女」(雨の女)（2017年9月14日 - 16日、SARAVAH東京）マリカ 役 14日のみ出演
- 演劇女子部「一枚のチケット～ビートルズがやってくる！～」（2017年11月27日 - 12月3日、紀伊國屋サザンシアター TAKASHIMAYA）細井真之介 役
- MU 「このBARを教会だと思ってる」（2018年2月21日 - 26日、下北沢駅前劇場）古垣ユリカ 役
- オフィス上の空プロデュース火遊びpray.08「焔の命－－女優の卵がテロリストになった理由」（2018年5月9日 - 13日、恵比寿エコー劇場）佐伯真理子 役
- 朝劇 西新宿「恋の遠心力」（2018年5月13日、グラスダンス新宿）ゲスト佐伯真理子 役
- 「バクステ」（2018年6月13日 - 17日、赤坂レッドシアター）桜木(照明助手) 役
- 財団、江本純子醤油理論から始まる新しいセックスの形その3「事務王1」(2018年6月27日 - 7月1日、渋谷ギャラリールデコ)福永マリカ 役
- tsumazuki no ishi×鵺的合同公演「死旗(しにはた)」(2018年9月12日 - 18日、下北沢ザ・スズナリ)残美(ケイコ) 役
- 練馬区文化振興協会 舞台芸術支援事業「わたしの、領分」(2018年10月18日 - 21日、大泉学園ゆめりあホール)萩野はるか 役
- シアタートラム ネクスト・ジェネレーションvol.11らまのだ「青いプロペラ」(2018年11月29日 -12月2日、シアタートラム)八木メイ 役
- チタキヨ40歳記念公演「フラッシュバック」(2019年4月11日 -14日、恵比寿天窓,switch)中岡有理 役
- 舞台「銀河英雄伝説 Die Neue These」
  - 〜第二章 それぞれの星〜（2019年5月30日 -6月2日、Zepp DiverCity［TOKYO］ / 2019年6月8日  -9日、Zepp Namba［OSAKA］） フレデリカ・グリーンヒル 役
  - 〜第三章 嵐の前〜（2019年10月24日 -27日、Zepp DiverCity［TOKYO］ / 2019年11月2日  -3日、Zepp Namba［OSAKA］） フレデリカ・グリーンヒル 役
- 鵺的第十二回公演「悪魔を汚せ」(再演)（2019年9月5日 - 18日、サンモールスタジオ）美樹本佐季 役
- 鵺的第十三回公演「バロック」（2020年3月7日 - 15日、下北沢ザ・スズナリ）
- オンライン公演 「スイートスポット」風俗編（2020年5月30日 - 31日）
- 鵺的第十四回公演「夜会行」（2020年7月1日 - 7日、新宿サンモールスタジオ）近藤笑里役
- 「池袋ポップアップ劇場」Vol.19　パラパラチャーハン 「ヒチュセパコン」（2021年11月10日 - 24日、Mixalive Tokyo）
- 日本の演劇人を育てるプロジェクト「中島鉄砲火薬店」（2022年1月20日 - 27日、新国立劇場 小劇場）ヨネ役
- なかったことにされた高校生の2人芝居がきっちり面白かったので自分たちでさくっとやってみる会 『明日のハナコ』 （2022年4月8日 - 10日、梅ヶ丘BOX）
- 鵺的第十五回公演「バロック」（2022年6月9日 - 19日、下北沢ザ・スズナリ）
- パルコ・プロデュース2022 舞台「桜文」（2022年9月5日 - 25日、PARCO劇場 / ほか大阪・愛知・長野公演）- 花魁 鞠子 ほか 役[21]
- モミジノハナ「コラボノハナ2023『一貫性ガン無視ガール』」（2023年7月15日 - 18日、新宿眼科画廊）
- 狂人なおもて往生をとぐ（2023年10月27日 - 11月1日、小劇場B1）[22]
- Stage Reading「A Bright New Boise」（2024年5月10日 - 19日、KAAT神奈川芸術劇場 大スタジオ） - アンナ 役[23]
- 優しい劇団の大恋愛Volume九劇「暗黒提灯物語〜娯楽町のさびしいお祭り〜」（2025年6月3日・4日、浅草九劇）[24]
- パンセク♡（2025年7月9日 - 13日、小劇場B）[25]
- 舞台「いつかアイツに会いに行く」（2025年10月10日 - 20日〈予定〉、紀伊國屋サザンシアター TAKASHIMAYA / 10月25日〈予定〉、COOL JAPAN PARK OSAKA TTホール）[26]

### ラジオ
- レクト・ベルソのレディオ!レディ・ゴー（2012年10月 - 2013年10月、レインボータウンFM）パーソナリティ

### ラジオドラマ
- ヨーロッパ企画のブロードウェイラジオ！「今夜、月波珈琲店で」（2018年4月6日KSB(京都)4月7日CBC(名古屋)4月9日RNC(香川)にて放送）ちひろ 役

### CM
- モスバーガー 高校生篇（2009年）
- ユーキャン 会社員 オープニング編（2013年）
- セブンイレブン 麺類セール篇（2018年）
- セブンイレブン 冷やし中華篇（2018年）
- ニトリWEBドラマ【素敵なクリスマスは、誰にでもどこにでも。】（2023年）
- トンボ鉛筆   PiTロゴリニューアル記念キャンペーンWEBムービー（2019年）

### インターネットテレビ
- Pretty Women! in ebis #16〜18（2010年5月、YouTube）[27] - 葵、矢部裕貴子と共演。
- WOWOWぷらすと（2015年4月 - 、USTREAM/ニコニコ生放送）不定期出演・ぷらすとガールズ
- ぷらすと by Paravi -ぷらすとガールズ（不定期出演）

#### webドラマ
- EZ Today'Sウォッチミニッツストーリー「姉人形」（2007年、EZチャンネル）
- さよなら、キノコ（2012年6月15日 - 7月13日、テレ朝動画）森美 役
- お部屋物語#20「触ってもいいですか？」2021.04松陰神社前
- お部屋物語#23「変わること、変わらないこと」2021.05下高井戸

### ミュージックビデオ
- supercell「君の知らない物語」（2009年）主演
- GReeeeN「刹那」（2009年）
- スーパーガンバリゴールキーパーズ「プログレッシブな愛」（2016年）主演[28][29]
- シンクロリウム「ロングスリーパー」（2017年）
- KANA-BOON「バトンロード」（2017年）

### イベント
- フジテレビ開局45周年記念「お台場冒険王」（2003年7月19日 - 8月31日）
- 関森絵美企画LIVE「逢沢（あなたに逢いたくて下北沢）」・ゲスト（2015年7月27日、下北沢ろくでもない夜）
- 俳優×怖い話「怖優-FUYU-」Vol.弐（2015年8月23日、新大久保ホボホボ）
- とびだせ!福永マリンパーク（2015年9月4日、下北沢ろくでもない夜）（自主企画）
- のぶとゆうすけのいつもの会話・ゲスト（2015年10月5日、11月30日、下北沢ろくでもない夜）
- いつもの会話・MC（2015年12月14日、2016年1月18日、7月7日、下北沢ろくでもない夜）
- 関森絵美企画LIVEvol.2「年末も逢沢（あなたに逢いたくて下北沢）」・ゲスト（2015年12月22日、下北沢ろくでもない夜）
- ろく夜2015-2016〜みんなのおかげで年越せた!〜（2015年12月31日、下北沢ろくでもない夜）
- とびだせ!福永マリンパーク〜めでたいかい篇〜（2016年1月4日、下北沢ろくでもない夜）（自主企画）[30]。
- 世界彩人festival〜いろどりんちゅ〜（2016年2月14日、三軒茶屋KeikoBa P）
- 関森絵美企画LIVE「逢島（あなたに逢いたくて広島）」（2016年4月9日、ふらんす座）
- 朝劇下北沢発足2周年感謝祭-asatomo-（2016年4月24日、カフェVIZZ）
- 横山宏トリビュート展「60+40＝100」還暦パーティー（2016年6月15日、トーキョーカルチャート by ビームス）
- 世界彩人festival〜いろどりんちゅ〜ターチ（2016年6月19日、三軒茶屋KeikoBa P）
- 夏のろく夜（2016年8月11日、下北沢ろくでもない夜）
- 朝劇下北沢「JOY」（2016年10月9日・2017年1月7日・3月12日、カフェVIZZ）
- 朗読書店 オンリー・ブック・リーディング（2016年11月20日、カフェ 兎亭）
- Joy Ride vol.223（2016年12月10日、Akihabara Cypher）
- 朝劇下北沢「ありがとう2016」（2016年12月17日、カフェVIZZ）
- 「手塚悟監督よくっかき短編オムニバス」(2017年8月26日、甲府・文化のるつぼ へちま)
- 劇作家協会リーディングフェスタ「食べるを読む」(2017年12月16日、座・高円寺2)
- 劇作家協会「月いちリーディング」(2018年7月7日、座・高円寺)
- 「江戸まち たいとう芸楽祭 浅草花やしきスイッチ」(2018年9月22日、浅草花やしき)
- 劇作家協会「月いちリーディング」(2018年11月10日、横浜・若葉町ウォーフ)
- 「江戸まち たいとう芸楽祭冬の陣 浅草新仲見世商店街スイッチ」(2019年1月6日、浅草新仲見世商店街)
- ZOU-NO-HANA FUTURESCAPE PROJECT2020「象の鼻スイッチ2020」(2020年9月26 - 27日、象の鼻パーク)
- スイッチ総研「吹きさらし!!手を変え品を変え劇場」 引き続き！！トライアル＆エラー公演『職業（教訓劇）』(2021年10月2 - 3日、象の鼻テラス)
- ZOU-NO-HANA FUTURESCAPE PROJECT2021「象の鼻スイッチ2021」(2021年10月16日、象の鼻パーク)
- スイッチ総研「パレットくもじスイッチ」(2023年8月20日、UFURUFU［パレットくもじ前交通広場］)
- 「紙芝ゐ 11月号」(2023年11月23日、カフェ『ゐ』)

## 執筆

### 脚本
- 東京少女 岡本杏理 第2話「家出のススメ。」（テレビドラマ、2008年8月9日）
- 東京少女 福永マリカ 全4話（テレビドラマ、2008年12月）
- 放送禁止。（朗読劇、2012年5月17日・青山円形劇場）
- ラジオドラマ「放送禁止。」（TBSラジオ エブ★ラジ 夜の連続スマホ小説内[31]、2014年10月12日 - 11月2日。ドラマCD、2015年4月29日）
- 朝劇下北沢「朝が起きたら」（2015年12月13日 - 2016年8月28日・下北沢VIZZ）[32]
- 朝劇広島「朝が起きたら」（2016年4月9日 - 10日、十日市アパート）
- とびだせ!福永マリンパーク〜めでたいかい篇〜（2016年1月4日、下北沢ろくでもない夜）（自主企画）（一人芝居）朝劇下北沢「朝が起きたら」スピンオフ作品『めでたいひと』
- めのん!番外公演「（夢で逢えたら）」（2016年1月21日 - 24日、Reading Cafe ピカイチ）（一人芝居）「夢で逢えたら〜せい〜」
- 世界彩人festival〜いろどりんちゅ〜（2016年2月14日、三軒茶屋KeikoBa P）（二人芝居）朝劇下北沢「朝が起きたら」スピンオフ作品『ランチで待ち合わせ』
- 朝劇下北沢「朝一人」（2016年10月15日 - 23日、下北沢VIZZ）「ひとり・ごち」
- 朝劇下北沢「いつものいつか」（2017年4月30日 - 、下北沢VIZZ）
- 空中メトロ「openroll」（2017年12月17日 - 、下北沢近松）(ナレーション)
- アポックひとり芝居フェスティバル「APOFES2018」「けつろ」（2018年1月19日 、21日、28日、APOCシアター）

### 作詞
- エキゾチックスパイス　唄：S★スパイシー（2010年）[33]
- 夏のいいわけ　唄：新・チロリン（メインボーカル曲）（2013年）[34]
- JUST LOVE　唄：豊永晃太郎（フロアトポロジー「パラ・オルト・メタ・シティ」サウンドトラック）（2014年）
- ナポリタンのうた　唄：新・チロリン（メインボーカル曲）（2015年）（作曲も担当）[34][35][36]

### ケータイ小説
- 満腹のありか（E★エブリスタ、2011年2月10日）[37]

## その他

### 書籍
- @me.（2007年3月24日）
- 『むしょく、23』『24さいの、しきさい』（2016年1月4日）（ことばと写真集）
- 鵺的『悪魔を汚せ』（2016年7月）（台本写真集）
- 朝劇下北沢『リブ・リブ・リブ』（2016年7月7日）（写真集）
- 『鵺が、』vol.1〜ほころぶ（2016年10月）（フォトブック）
- マリカ 創刊号 特集『福永マリカのアルバイト歴』（2017年6月25日）
- 『鵺が、』vol.2〜さえずる（2017年7月）（フォトブック）
- 鵺的『なつのうつむくそのすきに』（2017年7月）（フォトブック）

### 雑誌
- ニコラ（新潮社）
- Hana*chu→（2006年 - 2007年、主婦の友社）

### webマガジン
- 電脳サブカルマガジンOG
  - 巻頭グラビア（2007年）
  - 福永マリカの天国に一番近いクッキング!（2009年）
- アパートメント（2016年10月4日 - 11月29日）[38]